# Несміян Юрій Михайлович
Юрій Михайлович Несміян (нар. 25 серпня 1939) — радянський футболіст, нападник.

## Життєпис

### Кар'єра футболіста
Юрій Несміян народився 25 серпня 1939 року. Закінчив десять класів. В дитинстві та юності займався баскетболом, волейболом та футболом, але виключно на аматорському рівні. Згодом вступив до ХІІТу на спеціальність «інженер-механик». Починаючи з третього курсу університету починав отримувати запрошення з харківського «Авангарду». У 22 роки перейшов у команду майстрів. На професіональному рівні футболом почав займатися 1964 року, в складі харківського «Авангарда». Наприкінці четвертого курсу отримав запрошення від харківського «Торпедо-ХТЗ». Паралельно з заняттям футболом продовжував навчання. У складі «Торпедо» у чемпіонаті СРСР зіграв 65 матчів та відзначився 25-ма голами. По завершенні вузу перед ним стояв вибір: освоювати інженерну професію або продовжувати футбольну кар'єру. Юрій обрав футбол. З 1964 року став гравцем основного складу «Авангарда», який напередодні приходуу Юрія до команди опустився з першої групи Класу «А» до другої групи. Дебютував за харківський клуб 7 червня 1964 року в нічийному (2:2) виїзному поєдинку проти краснодарської «Кубані», вийшовши на заміну. Відзначився дебютним голом у футболці харківського клубу 25 червня 1964 року в програному (1:4) поєдинку проти «Пахтакора». У 1967 році перейшов до іншого харківського клубу, «Торпедо» (Х), в складі якого провів один сезон (40 матчів, 21 гол). У 1968 році перейшов до складу полтавського клубу «Сільбуд», в складі якого протягом двох сезонів зіграв 76 матчів та відзначився 16-ма голами. Через конфлікт з головним тренером клубу залишив клуб. У 1970 році перейшов до складу житомирського «Автомобіліста», який на той час виступав у Другій лізі чемпіонату СРСР. Саме в цій команді Несміян розкрився як нападник, будучи вже досвідченим футболістом у 119-ти матчах відзначився 49-ма голами.

### Кар'єра тренера
У 1972 році, у зв'язку з сімейними обставинами, був змушений завершити кар'єру гравця. Колишній тренер «Авангарда» Віталій Зуб запросив Юрія на тренерську роботу до ДЮСШ-9. Працював у Школі вищої спортивної майстерності. Згодом перейшов працювати до футбольного відділення харківського УФК-1, де працював до останнього часу. У 1991 році, протягом короткого періоду, був головним тренером харківського «Маяка».

## Стиль гри
У командах, в яких виступав Юрій Несміян, його, в основному бачили на позиції чистого нападника. Інколи грав у півзахисті, а напередодні відходу з «Авангарда» виступав на позиції захисника. При цьому в ряді товариських матчів навіть на цій позиції відзначався забитими м'ячами. Самому ж гравцю, за його словами, подобалася позиція відтягнутого форварда. Сильні сторони — сміливий, вибуховий, вдало діяв головою,  не чурався чорнової роботи, за потреби міг відійти та допомагати у відборі м'яча гравцям групи оборони (за це часто «отримував на горіхи» від тренерів).